# 温斯洛礁
温斯洛礁（英語：Winslow Reef）是库克群岛南部的水下珊瑚暗礁，位于拉罗汤加岛西北133公里（83英里）处，坐标为20°38′S 160°56′W / 20.633°S 160.933°W。该礁体属于浅水台礁，目前尚未对其开展重大的科学考察与探险活动。